# Pselaphochernes hadzii
Pselaphochernes hadzii är en spindeldjursart som beskrevs av Bozidar P.M. Curcic 1972. Pselaphochernes hadzii ingår i släktet Pselaphochernes och familjen blindklokrypare. Inga underarter finns listade i Catalogue of Life.